# 10a cerimònia dels Lumières
La 10a cerimònia dels Lumières de la Premsa Internacional, va tenir lloc el 16 de febrer de 2005 al Cinéma des cinéastes. Fou presidida per Patrice Leconte.

## Palmarès
- Milor pel·lícula :
  - Les Choristes de Christophe Barratier
- Millor director :
  - Jean-Pierre Jeunet per Llarg diumenge de festeig
- Millor guió
  - L'Esquive d'Abdellatif Kechiche
- Millor actriu :
  - Emmanuelle Devos pel paper de Nora a Rois et reine
- Millor actor :
  - Mathieu Amalric pel seu paper d'Ismaël a Rois et reine
- Millor actriu revelació :
  - Lola Naymark pel paper de Claire Moutiers a Brodeuses
  - Marilou Berry pel paper de Lolita Cassard a Com una imatge
- Millor actor revelació :
  - Damien Jouillerot pel paper de Daniel Massu a Les Fautes d'orthographe
- Millor pel·lícula francòfona :
  - Demain on déménage de Chantal Akerman